# 唐嘉材
唐嘉材（约1913年—2003年5月24日），臺灣彰化縣彰化市人，醫師，長期在南投縣奉獻，為第十三屆醫療奉獻獎得主。

## 生平
唐嘉材出身彰化市望族，家族為大地主並在日治時期以貸地業為收入。 
唐嘉材就讀於台中一中時，因宿舍伙食差，遂與其他同學參與賄征伐，父親只好安排他赴日本繼續念完高中，之後考取日本大學醫科。他說之所以願畢生奉獻給鄉土醫療，主要是受到教師八田善之進的啟發，將其精神奉為畢生行醫的圭臬。在日本期間，他愛上了就讀了助產士學校的日本女子因此結婚。1939年，畢業後在東京醫學院擔任兩年住院醫師。廿八歲返台，在南投市民族路開業，後遷到中山街現址。
1953年，被醫院的女工竊走五台兩金條等而在次年上了新聞。早年南投傳染病多，有瘧疾、霍亂、傷寒，長子因遭感染日本腦炎而九歲夭折，因此唐嘉材心痛之餘精心研究，成為日本腦炎專家。在其診所永生醫院服務多年的護理長張水理回表示，唐醫師擔心病人找不到醫師，除夕、春節都看診，夜間有人中風、心臟病、氣喘，聽到求診電鈴響，再累他都起床。財團法人南投仁愛之家董事長張濰濱回憶說，唐嘉材常替無依老人免費看診，窮人莫不視他為救星。
唐嘉材曾擔任四屆南投縣醫師公會理事長，南投縣衛生局1990年核發的開業執照，唐嘉材為第一號，在2002年報導時是南投縣境內年紀最大的醫生。九十歲的他說如果體力許可，南投縣民也需要他的話，希望可以再看病看個幾年，他相信這會是他這輩子最好的註記。
2003年4月底，唐嘉材原定北上參加5月3日的醫療奉獻獎頒獎典禮，出發當天還在看診，典禮因SARS事件延期，在女婿陳維昭家中暫住時跌倒，5月24日不治過世。6月8日告別式上，陳建仁、《民生報》社長項國寧、財團法人厚生會創會長黃明和、現任董事長詹火生，代表主辦單位頒發獎章，陳水扁總統也致贈「澤惠長存」輓聯，由兒子唐榮穗代替父親領取第十三屆醫療奉獻獎獎章。

## 家庭
唐嘉材育四子一女，其中二兒子克紹箕裘，唯一的女兒則嫁給陳維昭。